# Juli 1935
| Deze maand |
| --- |
| - Italië en Abessynië bijna in oorlog - Japan oefent druk uit op China en Mongolië - Politieke en monetaire crisis in Nederland |

De volgende gebeurtenissen speelden zich af in juli 1935. Sommige gebeurtenissen kunnen één of meer dagen te laat zijn vermeld doordat ze op de datum staan aangegeven waarop ze in het nieuws kwamen in plaats van de datum waarop ze werkelijk plaatsvonden.
- 3: Eoin O'Duffy, de leider van de fascisten in Ierland, sticht een nieuwe partij, de National Corporate Party.
- 4: In Oostenrijk worden de zogenaamde Habsburgerwetten opgeheven. Dit betekent dat de verbanning van de leden van het huis Habsburg in principe beëindigd wordt. Ook zal een groot deel van de bezittingen aan het huis worden teruggegeven.
- 5: Abessynië roept de hulp in van de Verenigde Staten in zijn conflict met Italië, doch de Verenigde Staten weigeren.
- 6: 's-Hertogenbosch viert zijn 750-jarig bestaan.
- 6: Het nieuwe gebouw van het Museum Boymans wordt geopend.
- 7: Japan ontkent beschuldigingen dat zijn troepen meerdere malen de grens tussen Mantsjoekwo en de Sovjet-Unie zouden hebben geschonden. Het bepleit de instelling van een gezamenlijke Russisch-Mantsjoerijs-Japanse grenscommissie om de grens nauwkeuriger vast te stellen.
- 8: Japan eist maatregelen van China nadat in de Chinese New Life Weekly een artikel heeft gestaan dat beledigend voor de Japanse keizer wordt geacht.
- 9: In antwoord op de Japanse eisen wordt de uitgever van New Life Weekly tot 14 maanden gevangenisstraf veroordeeld.
- 9: Vanwege een conflict met de nationaalsocialistische academische rechtbank wordt de studentenvereniging Saxo-Borussia in Heidelberg voor een periode van 2 jaar gesuspendeerd.
- 10: De leden van de Kleine Entente verklaren dat een herstel van de Habsburgse monarchie in Oostenrijk een casus belli wordt geacht.
- 10: Het nieuwe Duitse Wetboek van Strafrecht, dat op 1 september van kracht wordt, wordt gepubliceerd. Enkele punten:
  - Voor dienstplichtigen is het strafbaar zonder toestemming het land te verlaten.
  - Het in gevaar brengen van het algemeen welzijn is strafbaar.
  - Het beledigen van de NSDAP is strafbaar.
- 12: In België wordt een verscherpte controle op banken ingesteld.
- 12: De Britse minister van buitenlandse zaken Samuel Hoare houdt zijn eerste grote rede in het Lagerhuis. Hierin onder meer:
  - een oproep aan Duitsland om zich in te spannen voor een pact in Oost-Europa
  - de wens om mee te werken aan een vreedzame oplossing van het conflict tussen Italië en Abessynië
  - bezorgdheid over de agressieve Japanse politiek in Noord-China
- 15: De plannen van David Lloyd George voor een economisch herstelprogramma (de 'Britse New Deal') worden door de Britse regering verworpen.
- 12: België en de Sovjet-Unie hervatten de diplomatieke betrekkingen.
- 14: In Parijs zijn massale demonstraties van het 'Populair Front' van socialisten en communisten, tegen onder meer de verlaging van ambtenarensalarissen en de opkomst van het fascisme in Frankrijk.
- 18: De Italiaanse mobilisatie in Oost-Afrika is voltooid. Italië stelt de volgende eisen aan Abessynië:
  - grenscorrecties
  - economische concessies
  - aanleg van een spoorlijn tussen Eritrea en Italiaans-Somaliland
  - Italiaanse adviseurs bij de Abessijnse regering
- 18: De gemeenteraad van Amsterdam stemt in met uitbreidingsplannen en plannen voor de bouw een tunnel onder het IJ.
- 18: In een redevoering toont Haile Selassie zich bereid Abessynië hard militair te verdedigen in geval van een Italiaanse aanval.
- 19: In het conflict tussen Italië en Abessynië verklaart Japan zich neutraal.
- 19: In Polen worden Sejm en Senaat ontbonden. Belangrijkste reden hiervoor is dat de belangrijkste taak van de zittende volksvertegenwoordigingen, de nieuwe grondwet, voltooid is.
- 19: Hermann Göring stelt dat hard zal worden opgetreden tegen rooms-katholieke priesters die zich politiek opstellen. Katholieke jeugdbewegingen die niet zuiver op religieus gebied bezig zijn, zullen worden verboden.
- 19: Het Japanse leger wordt gereorganiseerd. De bedoeling is de greep van regering en generale staf op het leger te versterken.
- 19: De regering-Tsaldaris in Griekenland valt vanwege interne meningsverschillen over de wenselijkheid van een terugkeer van de monarchie. Hij vormt een nieuwe, rechtsere regering.
- 23: In Italië wordt een wet opgeheven die een dekking van 40% van de bankbiljetten door goud voorschrijft.
- 23: De Verenigde Staten en de Sovjet-Unie sluiten een handelsverdrag.
- 23: De Italiaanse vliegers Stoppani en Barbi vliegen van Monfalcone naar Berbera, daarmee het record voor de langste vlucht zonder tussenlanding tot 4966 kilometer verbeterend.
- 24: De gemeente Amsterdam besluit tot opheffing van het Tesselschadeziekenhuis.
- 24: Het Britse Hogerhuis neemt de nieuwe grondwet voor Brits-Indië aan.
- 25: Het kabinet-Colijn II neemt ontslag.
- 25: Het Verenigd Koninkrijk verklaart geen vergunningen te zullen geven voor verkoop van wapens aan Abessynië of Italië. Doorvoer van wapens, bestemd voor Abessynië, door aangrenzende Britse koloniën wordt wel toegestaan.
- 27: Confessionele (inzonderheid katholieke) jeugdbonden in Duitsland wordt elke niet zuiver-religieuze actie verboden. Openbare manifestaties worden grotendeels verboden.
- 27: Piet Aalberse weigert de opdracht tot formatie van een parlementair kabinet op brede basis, omdat hem na overleg met de fractievoorzitters is gebleken dat een dergelijk kabinet niet haalbaar is.
- 28: In alle katholieke kerken wordt een verklaring voorgelezen, waarin de momentele toestand als een "toestand van beproeving" wordt gekenschetst, en vergeleken wordt met andere perioden van vervolging in de geschiedenis van de Kerk.
- 29: In de Italiaanse pers worden scherpe aanvallen gedaan op het Verenigd Koninkrijk wegens het toestaan van wapenleveranties aan Abessynië.
- 29: Aan een betoging van boeren in Denemarken nemen 50.000 boeren deel. Ze eisen:
  - Garantieprijzen voor landbouwproducten
  - Afschaffing van een aantal belastingen
  - Hulp aan noodlijdende boeren.
- 30: Hendrikus Colijn vormt een nieuwe regering, het kabinet-Colijn III.
- 30: In Groot-Brittannië verschijnen de eerste Penguin Books.
- 31: Beëdiging derde kabinet-Colijn.
- 31: Italiaanse en Abessijnse troepen raken slaags nabij Walkait in Noordwest-Abessynië.

en verder:
- De Poolse minister van buitenlandse zaken Beck bezoekt Berlijn.
- Japan schendt met haar troepen herhaaldelijk de grenzen van Mongolië en stelt hoge eisen voor vreedzame afwikkeling van het conflict.
- In Duitsland neemt het antisemitisme toe. Diverse joden worden om allerlei redenen naar concentratiekampen afgevoerd.
- De Chinese communisten hebben grote delen van Sichuan in handen en roepen een Sovjetrepubliek uit.
- Tot driemaal toe verongelukt een vliegtuig van de KLM.
- China wordt getroffen door zware overstromingen.
- De gulden komt opnieuw onder druk te staan, maar de Nederlandse regering wenst niet tot devaluatie over te gaan.
- Grootschalige bezuinigingen treffen vrijwel alle sectoren van de Franse overheid.

<< · januari · februari · maart · april · mei · juni · juli · augustus · september · oktober · november · december · >>